# Herman van Balen
Herman Jozef van Balen (Amsterdam, 14 december 1918 – Arnhem, 31 mei 1999) was een Nederlands architect.
Hij was zoon van gemeentelijk arts Gerrit Alphonsus Maria van Balen en Maria Gertruda Damen. Hijzelf was getrouwd met Elisabeth Anna Maria Steenman. 
Hij studeerde vanaf 1946 aan de Technische Universiteit Delft en begon in de jaren vijftig vanuit Arnhem te werken. Een van zijn eerste opdrachten was de Christus Koningkerk aan de James Wattstraat in Amsterdam-Oost. Hij vormde met ir. F. J. Wiegerinck een Arnhems architectenduo aan de Weissenbruchstraat, dat onder meer verantwoordelijk was voor een personeelsgebouw van Sint Jozefsheil te Bakel. Hij werkte ook met andere zoals met R. Th. Van Remmen voor het Thomas a Kempis College in Arnhem.
Het door Wiegerinck en Van Balen in functionalistische stijl ontworpen gebouw Looierstraat 22 is gemeentelijk monument te Arnhem; de Christus Koningkerk is dat in Amsterdam.